# Медунац
Медунац или храст медунац (лат. Quercus pubescens) је дрво из рода храстова, породице Fagaceae. Претежно расте у јужној Европи и југозападној Азији. 

## Опис
Корење је развијено, гранато и добро расте у каменитој подлози. 
Стабло може бити високо и 20 м, али може бити и у виду грам, покривено пепељасто-сивом кором, која има дубоке уздужне и попречне бразде. Стабло може достићи пречник већи од 2 м.
Пупољци су овални, са пиком на врху,  величине око пола центиметра, обавијени љуспама.
Листови су светлозелени и глатки на лицу и тамнозелени са длачицама на наличју. Облик лиски је овалан са режњевима. Смештени су на дужим дршакама. Рубови листа су дубоко засечени, па има обле и широке зупце. 
Цветови су једнополни. Женски цветови се јављају у групама, од 2 до 5 или појединачно, а мушки су скупљени у ресе. Број прашника је од 5 до 8., док имају један гинецеум. Цвета паралелно са листањем, у периоду од маја до априла.
Плодови (жирови) су округласти, са пиком на врху, пречника око 2 цм. Могу бити без дршке или се налазити на дршци. Период сазревања је од септембра до октобра.

## Ареал распрострањења
Аутохтоно расте на простору Централне и Јужне Европе и  Југозападу Азије.

## Станиште
Одговара му субмедитеранска клима и плитка каменита тла. Не погодује му базна pH тла, у супротном буде грмолик и мање развијен. Храст има изузетно дуг животни век, више векова. 

## Расејавање и размножавање
Расејава се зоохорно, а размножава рекалцитрантним, ексалбуминским семеном. 

## Употреба
Плод се користи у исхрани, због високог садржаја шећера.
Стабло се користи за огрев.

## Галерија
- лист
- лист
- изданак
- изданак
- купула плода